# Olli Mustonen

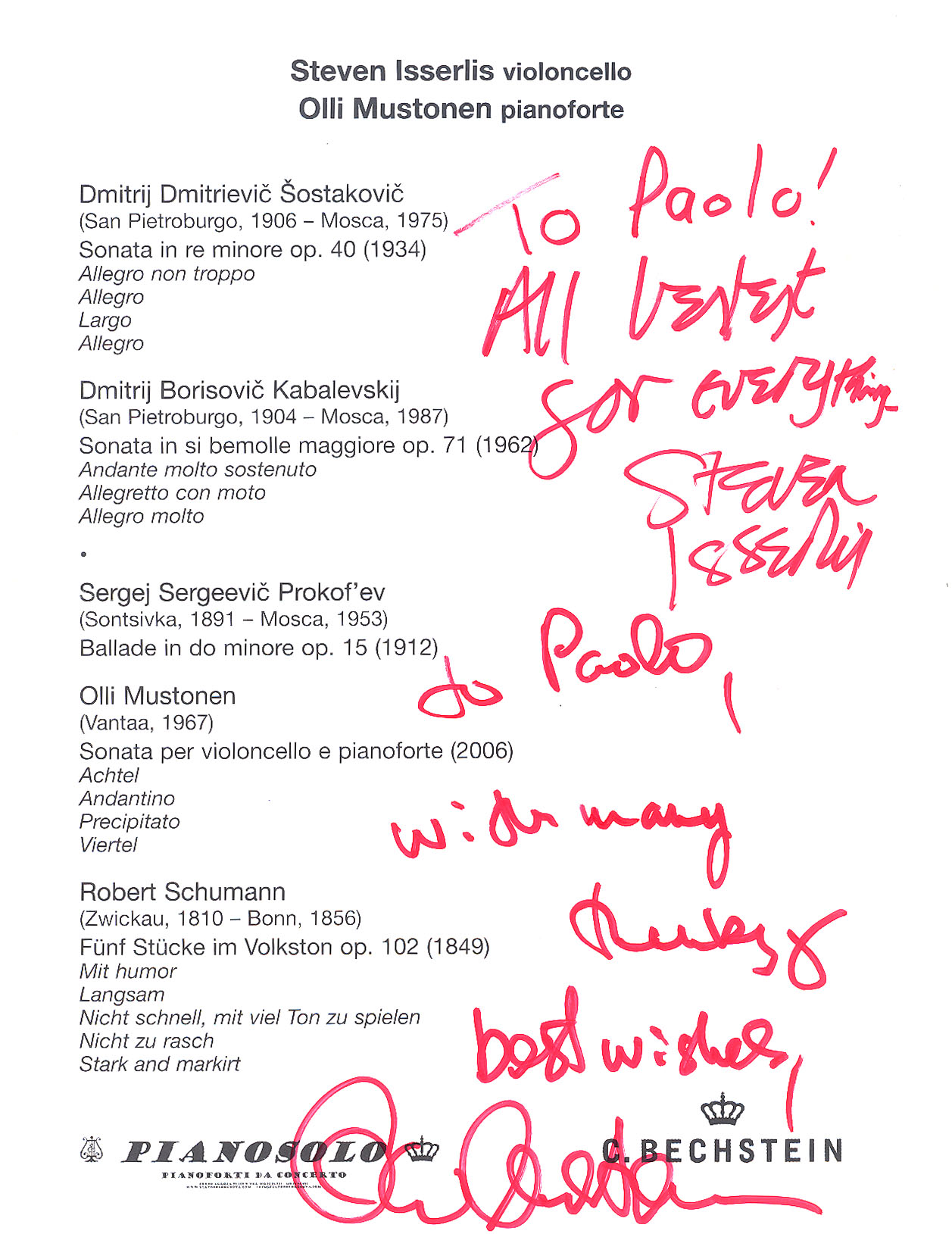
Programma di sala autografato

Olli Mustonen (Vantaa, 7 giugno 1967) è un pianista, compositore e direttore d'orchestra finlandese.

## Biografia
Mustonen ha studiato pianoforte da quando aveva sette anni, ma in realtà iniziò ancora prima con il clavicembalo - fatto che probabilmente ha condizionato la successiva evoluzione del suo gusto interpretativo. I suoi maestri sono stati Ralf Gothóni e poi Eero Heinonen. Ha inoltre studiato composizione con Einojuhani Rautavaara. Nel 1987 ha vinto la European Broadcasting Union Young Soloist Competition di Ginevra e pur non essendo questo un concorso di primissimo piano (pari ad esempio allo Chopin di Varsavia o al Van Cliburn di Fort Worth), gli è stato comunque sufficiente per lanciarsi nell'ipercompetitivo mondo del pianismo internazionale. Curiosamente, proprio nel suo paese di origine è stato oggetto di violenti attacchi da parte della critica (in particolare Seppo Heikinheimo, poi morto suicida in un hotel alcuni anni dopo la disputa) e si è per questo rifiutato di suonare ad Helsinki dal 1990 al 1996.
Si occupa spesso di recuperare al repertorio musica poco eseguita o addirittura del tutto inedita, come nel novembre del 2013 quando ha dato la prima mondiale a Los Angeles del concerto numero 5 di Rodion Shchedrin (a lui dedicato).
La sua attività di pianista e di direttore si basa sulla fondamentale esperienza di compositore. Mustonen sostiene che ogni esecuzione debba sempre destare l'interesse di una prima assoluta e si pone di fronte all'autore trattandolo come un suo contemporaneo. Questo si traduce a volte in esecuzioni controverse dal punto di vista interpretativo, cariche di idiosincrasie e originalità tipiche dell'interprete.
La sua tecnica è molto personale, basata su un uso assai parco del pedale di risonanza e su un impiego massivo dello staccato di matrice barocca. L'agilità è straordinaria e Mustonen ha sviluppato una particolare capacità nel controllo del tocco e della sonorità quando suona in staccato o staccatissimo. Dal punto di vista interpretativo l'approccio è intellettuale, estremamente analitico ed emotivamente assai controllato.
I compositori a cui si è dedicato di più sono Bach, Beethoven ed i russi (Šostakovič, Mussorgskij, Rachmaninov, Prokof'ev, Stravinskij, Čajkovskij, Scriabin, Balakirev), ma in repertorio ne ha anche alcuni normalmente assai meno presenti nel repertorio tradizionale come Alkan, Hindemith, Respighi e Sibelius.

## Registrazioni
Mustonen ha iniziato la sua carriera discografica in modo folgorante incidendo da subito con una grande etichetta discografica come la Decca, e la sua registrazione dei Preludi di Shostakovich e di Alkan ricevette nel 1992 l'Edison Award e il Gramophone Award for the Best Instrumental Recording. Dopo la Decca ha avuto un breve periodo in cui è stato contrattualizzato da RCA, successivamente al quale a partire dal 2002 è passato alla piccola casa discografica Ondine - di cui è di gran lunga l'artista principale.
Ecco un elenco delle sue incisioni:
- Stravinsky: The works for violin and piano (Isabelle van Keulen, violin) - Philips (1987/1988)
- A Portrait of Olli Mustonen [as composer and pianist]: Fantasy for Piano and Orchestra (Ostrobothnian Chamber Orchestra/Juha Kangas); Six Bagatelles for Piano; Three Preludes for Piano; Ballade for Piano; On all Fours for Piano Four Hands (Raija Kerppo, hands 3 and 4); Three Simple Pieces for Cello and Piano (Martti Rousi, cello); Gavotte for Piano; Two Meditations for Piano; Toccata for Piano, String Quartet and Double Bass (Orion String Quartet; Esko Laine, double bass) - Finlandia (1989/1990)
- Shostakovich: 24 Preludes, op.34; Charles-Valentin Alkan: 25 Preludes, op.31 - Decca (1991)
- Mussorgsky: Pictures at an Exhibition; Tchaikovsky: Children's Album; Balakirev: Islamey - Decca (1993)
- Beethoven: Piano Variations WoO 69, op.76, WoO 79, WoO 78, WoO 80, WoO 70, op.35, WoO 71 - Decca (1994)
- Stravinsky: Piano Concerto; Capriccio; Movements for Piano & Orchestra (Vladimir Ashkenazy, conductor; Deutscher-Symphonie-Orchester Berlin) - Decca (1994)
- Beethoven: Piano Concerto, op.61a after the Violin Concerto; Bach: Piano Concerto BWV 1054 (Deutsche Kammerphilharmonie/Jukka-Pekka Saraste) - Decca (1994)
- Prokofiev: Violin Sonatas, Music for Violin and Piano (Joshua Bell, violin) - Decca (1995)
- Grieg: Piano Concerto; Chopin: Piano Concerto No. 1 (San Francisco Symphony Orchestra/Herbert Blomstedt) - Decca (1996)
- Prokofiev: Visions fugitives; Hindemith: Ludus tonalis - Decca (1996)
- Beethoven: Airs and variations, op.105; Ländler, WoO 11; Variations, WoO 77; Rondo, op.51/1; Variations, WoO 68; Minuet, WoO 82; Ecossaises, WoO 83; Bagatelles, op.126; Allegretto, WoO 61 - Decca (1996)
- Janáček/Shostakovich/Prokofiev: Works For Cello & Piano (Steven Isserlis, cello) - RCA Red Seal (1996)
- Bach: 12 Preludes & Fugues from The Well-Tempered Clavier, Book 1; Shostakovich: 12 of 24 Preludes and Fugues, Op. 87 - RCA Red Seal (1999)
- Beethoven: Diabelli Variations - RCA Red Seal (1999)
- Messiaen: Quatuor pour la fin du temps; Shostakovich: Piano Trio No. 2 (Michael Collins, clarinetto; Joshua Bell, violino; Steven Isserlis, violoncello) - Decca
- Prokofiev: Piano Concerto No. 3 (City of Birmingham Symphony Orchestra/Sakari Oramo) - Image Entertainment DVD (2000)
- Shchedrin: Cello Concerto, Seagull Suite (Helsinki Philharmonic Orchestra; Olli Mustonen, conductor) - Ondine (2001)
- Olli Mustonen: Triple Concerto; Petite Suite; Nonets Nos. 1 & 2 (Tapiola Sinfonietta; Olli Mustonen, conductor) - Ondine (2001)
- Sibelius: Pieces, Op. 58; Jääkärien marssi, op.91a; Pieces, op.76; Rondinos, op.68; Bagatelles, op.34 - Ondine (2003)
- Sibelius: Symphony No. 3; Hindemith: The Four Temperaments (Helsinki Festival Orchestra; Olli Mustonen, conductor) - Ondine (2003)
- Mozart: Violin Concertos No. 3, No. 4 & No. 5 (Tapiola Sinfonietta; Pekka Kuusisto, violin; Olli Mustonen, conductor) - Ondine (2003)
- Bach & Shostakovich: Preludes & Fugues Vol.2 - Ondine (2004)
- Prokofiev: Cinderella Suite, Music for Children - Ondine (2006)
- Rachmaninoff: Piano Sonata No. 1; Tchaikovsky: The Seasons - Ondine (2006)
- Beethoven: Piano Concertos No. 1 & No. 2 (Tapiola Sinfonietta; Olli Mustonen, piano & conductor) - Ondine (2007)
- Beethoven: Piano Concertos No. 3 & Piano Concerto, op.61a (Tapiola Sinfonietta; Olli Mustonen, piano & conductor) - Ondine (2007)
- Beethoven: Piano Concertos No. 4 & No. 5 (Tapiola Sinfonietta; Olli Mustonen, piano & conductor) - Ondine (2009)
- Respighi: Concerto in modo misolidio (Finnish Radio Symphony Orchestra/Sakari Oramo) - Ondine (2010)
- Scriabin: 12 Etudes, Op. 8, 6 Preludes, Op. 13, 5 Preludes, Op. 16, Piano Sonata No. 10, Op. 70, Vers la flamme (Poème), Op. 72 - Ondine (2012)